# Synchlora ephippiaria
Synchlora ephippiaria là một loài bướm đêm trong họ Geometridae.